# 파벨 부레
파벨 블라디미로비치 부레(러시아어: Па́вел Влади́мирович Буре́, 러시아어 발음: [ˈpavʲɪl vlɐˈdʲimʲɪrəvʲɪtɕ bʊˈrɛ], 1971년 3월 31일~)는 소련과 러시아의 은퇴한 아이스하키 선수로 포지션은 라이트윙이다. "러시아 로켓(The Russian Rocket)"이라는 별명으로 잘 알려져 있으며, 12시즌 동안 내셔널 하키 리그(NHL)에서 밴쿠버 커넉스, 플로리다 팬서스, 뉴욕 레인저스 소속으로 활약하였다. NHL 입성 이전에는 소련 중앙 육군 스포츠 클럽의 아이스하키 분과인 CSKA 모스크바 소속으로 3시즌 동안 활동했다.
1989년 NHL 드래프트에서 전체 113위로 밴쿠버에게 지명된 그는 1991-92 시즌에 NHL 경력을 시작했으며, 첫 신인 시즌에 높은 득점력을 내며 신인상인 콜더 메모리얼 트로피를 수상했다. 1993-94 시즌에서는 리그 득점왕에 올랐으며, 밴쿠버 커넉스의 스탠리컵 결승 진출에 기여했다. 7시즌 동안 밴쿠버에서 활약한 그는 1999년 트레이드로 플로리다 팬서스로 이적, 팀의 득점원으로 활약하며 연속으로 득점왕을 차지하며, 로켓 리샤르 트로피를 받았다. 그러나 그는 선수 생활 전체적으로 무릎 부상에 시달리며 활동에 어려움을 겪었다. 2002년에 뉴욕 레인저스로 이적했으나 2003년 이후로 경기에 출전하지 못했고, 2005년 뉴욕 레인저스의 일원으로 은퇴했다. 그는 NHL 경기당 평균 1점 이상(702경기, 437골, 770포인트)을 기록했으며, 6년간의 유예 기간을 거쳐 자격을 갖춘 후 2012년 6월에 하키 명예의 전당에 헌액되었다. 2017년에는 "위대한 NHL 선수 100인" 중 한 사람으로 선정되었다.
국제 대회에서는 소련과 러시아 소속으로 활동했다. 소련 국가대표로서 세계 주니어 선수권 대회에 3회 참가하여 금메달 1개, 은메달 2개를 획득했으며, 1990년과 1991년 세계 선수권 대회에서는 각각 금메달과 은메달을 획득했다. 소련 해체 후에는 러시아 국가대표팀의 일원이 되어 2번의 올림픽에 참가했다. 첫 올림픽인 나가노에서 열린 1998년 동계 올림픽에서는 대표팀 주장으로 참가하여 은메달을 획득했고, 솔트레이크시티에서 열린 2002년 동계 올림픽에서는 동메달을 획득했다. 은퇴 후에는 토리노에서 열린 2006년 동계 올림픽에 참가하는 러시아 대표팀 단장을 맡았다. 2012년에는 국제 대회에서의 활약을 인정받으며, 국제 아이스하키 연맹 명예의 전당에 헌액되었다.

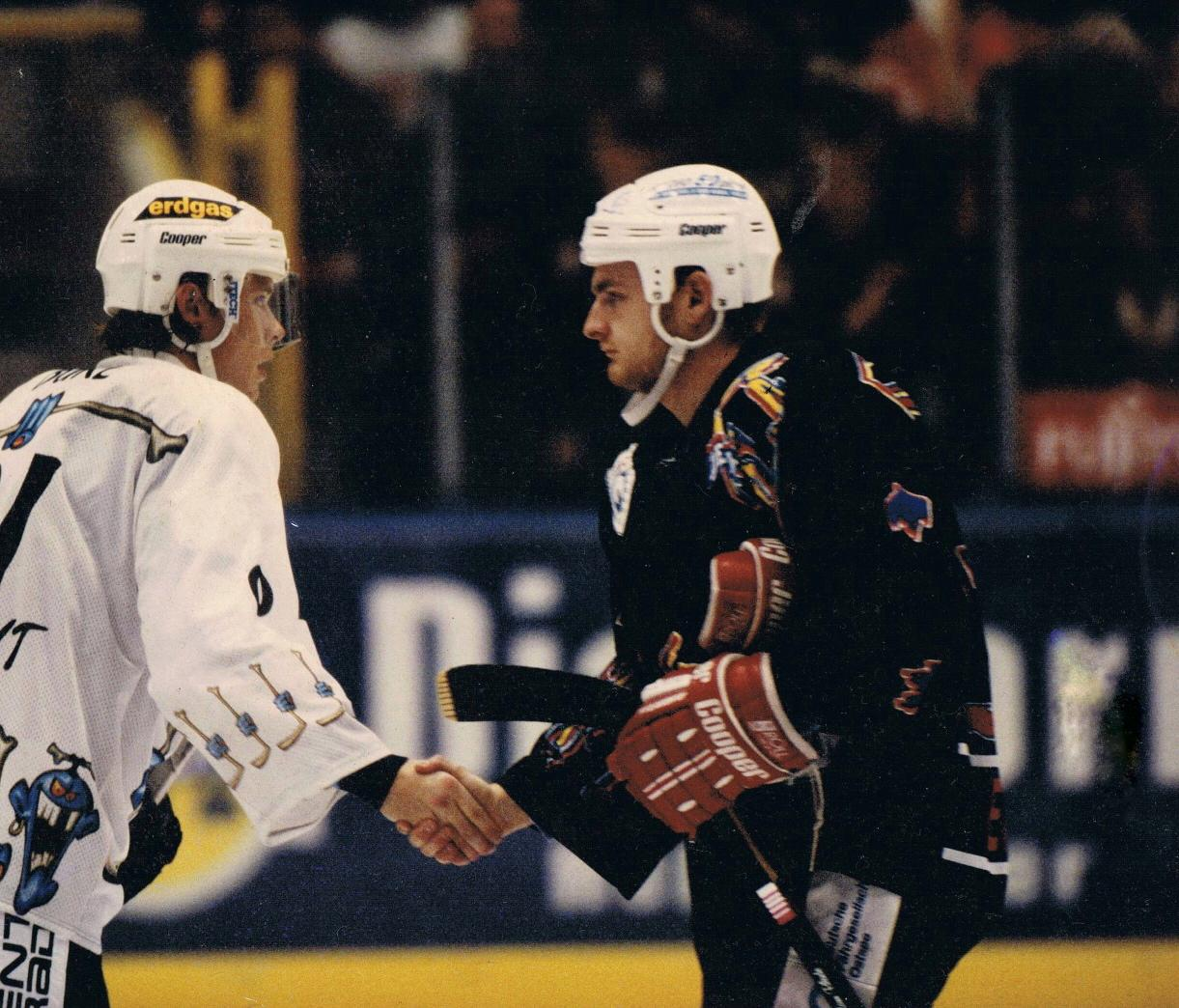
1994년 10월 EV 란츠후트 소속 시절의 부레(왼쪽)

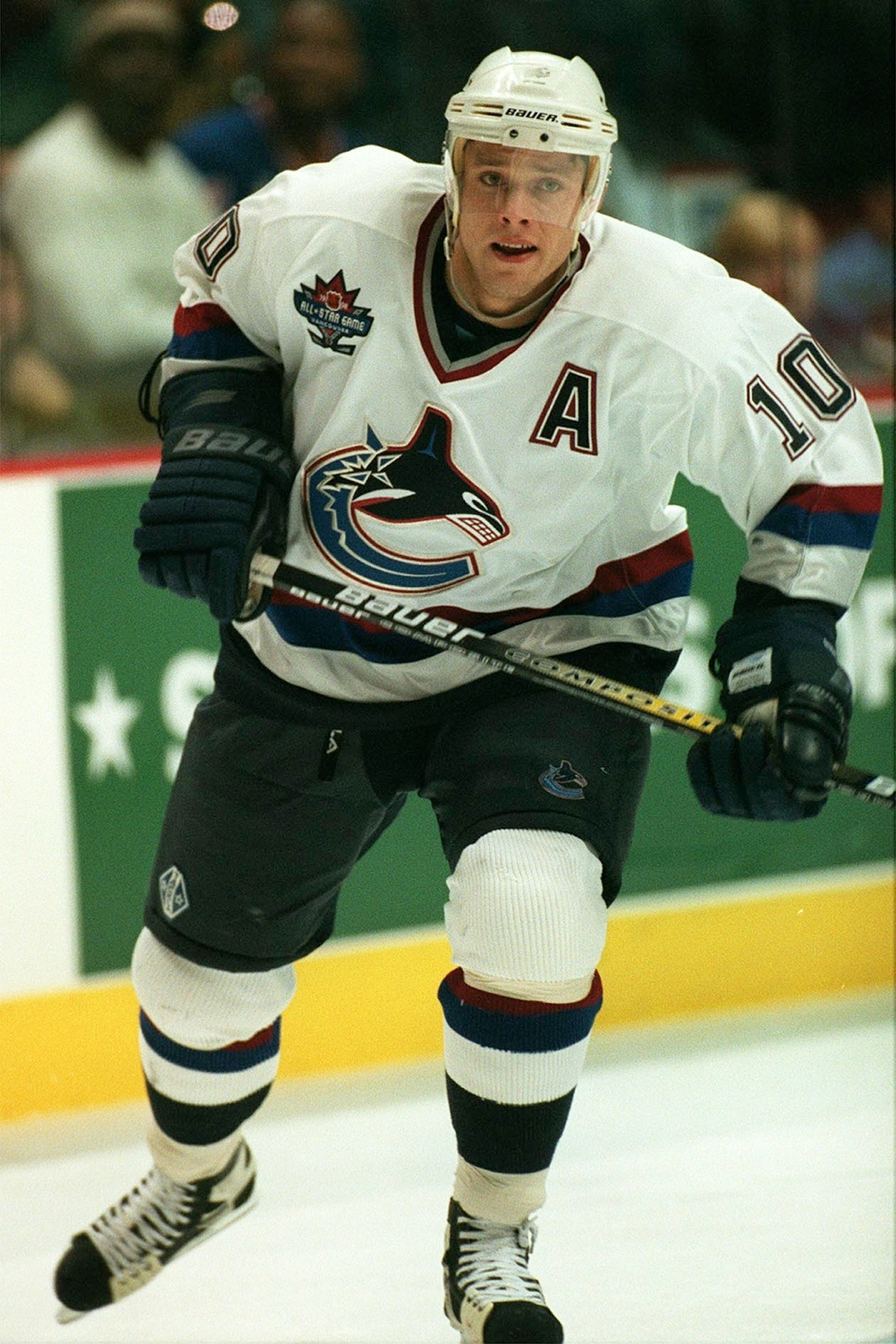
1997년 밴쿠버 커넉스 부주장 시절의 부레

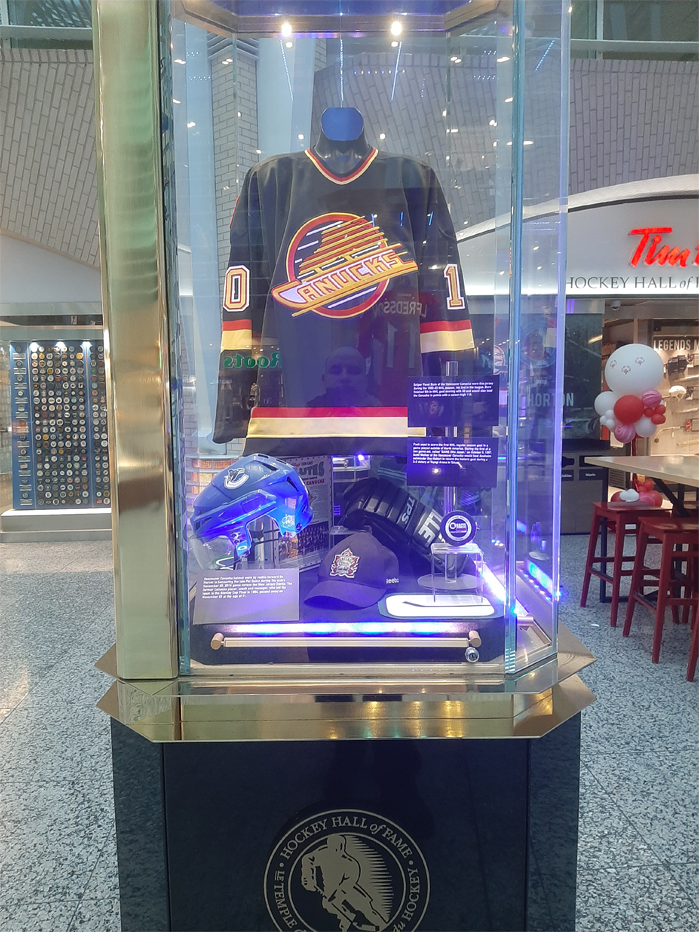
하키 명예의 전당에 전시 중인 부레의 밴쿠버 커넉스 저지